# Abacetus usagarensis
Abacetus usagarensis là một loài bọ chân chạy thuộc phân họ Pterostichinae. Loài này được Ancey mô tả lần đầu năm 1882.